# Varennes, Dordogne
Varennes là một xã, nằm ở tỉnh Dordogne vùng Aquitaine của Pháp. Xã này có diện tích 4,05 kilômét vuông, dân số năm 2004 là 445 người. Xã nằm ở khu vực có độ cao trung bình 50 m trên mực nước biển.

## Thông tin nhân khẩu
| Năm    | 1800 | 1831 | 1866 | 1901 | 1936 | 1962 | 1968 | 1975 | 1982 | 1990 | 1999 | 2006 |
| ------ | ---- | ---- | ---- | ---- | ---- | ---- | ---- | ---- | ---- | ---- | ---- | ---- |
| Dân số | 266  | 320  | 262  | 229  | 232  | 254  | 383  | 483  | 424  | 377  | 384  | 445  |